# Андрухів Дмитро Семенович
Андрухів Дмитро Семенович (* 8 листопада 1934, с. Верхній Дорожів Дрогобицького району на Львівщині — 9 січня 2009) — український письменник, перекладач, журналіст, заслужений працівник культури Польщі.
Закінчив філологічний факультет Київського університету. Працював на журналістській роботі. Тривалий час очолював редакцію світової літератури видавництва «Веселка».
Перекладав з польської, словацької та чеської мов. У його перекладах окремими виданнями вийшли твори польських авторів Г. Аудерської, В. Залевського, Л. Вантули, Є. Ставінського, С. Лема; словацьких — П. Ілемніцького, Г. Зелінової, А. Плавки, М. Фігулі, В. Замаровського, А. Юріка; чеських — Б. Нємцової, К. Чапека, Ї. Марека, Й. і М. Томанів, Е. Петішки, В. Неффа, А. Плудека та ін.
Лауреат премії імені Максима Рильського, ім. П. Гвездослава (Словаччина).